# Palatalizzazione
In fonetica, si dice palatalizzazione il fenomeno per cui le consonanti velari si trasformano nelle corrispondenti consonanti palatali, cioè in cui il punto di articolazione di un suono si sposta più avanti sul palato rispetto al suono d'origine, o viceversa quello in cui le consonanti alveolari, bilabiali e nasali si trasformano in palatali.
La palatalizzazione gioca un ruolo importante nell'evoluzione dal latino alle lingue romanze, introducendo suoni palatali, affricati e fricativi, sconosciuti al sistema fonetico del latino.
Si tratta di un fenomeno comune a tutte le lingue romanze e iniziato molto presto (si trovano esempi di confusione già in iscrizioni databili del III secolo): così i suoni [k] e [ɡ], velari in latino, palatalizzano davanti a [i] e [e] in tutte le lingue neo-latine tranne il sardo (anche il dalmata non ha subito completamente una palatalizzazione - /k/ davanti /e/, /a/, /o/, /u/ è rimasto /k/ mentre davanti a /i/, /ie/ e /ü/ ha mutato in /č/), dando luogo a esiti vari: il latino cervum diventa cervo in italiano e cerb in romeno ([ʧ]), cervo in portoghese ([ʃ] e [s]), cerf in francese e ciervo in spagnolo ([θ]).
Allo stesso modo lo jod palatalizza tutti i suoni che coinvolge in tutte le lingue romanze, mentre al contrario solo nelle lingue galloromanze la [a] palatalizza [k] e [ɡ] velari: lat. castellum diventa chastel in francese antico, château in moderno ([ʃ]).
Tracce di palatalizzazione incompleta si ritrovano nel friulano con la lettera c, ove con vocali e ed i si trovano prevalentemente suoni palatali (lettera c), mentre con a, o ed u si trovano prevalentemente sia suoni velari che prepalatali (rispettivamente lettera c e digramma cj); il suono prepalatale scompare però in altre varianti del friulano in cui è sostituito dal suono completamente palatalizzato. Sempre in friulano esiste anche il suono prepalatale della g, tuttavia presente prevalentemente con i ed e e raramente compresente al corrispettivo suono palatale (che nella maggior parte delle varianti è sostituito da z).
La palatalizzazione produce esiti importanti anche nell'evoluzione delle lingue slave e indo-ariane, come pure in giapponese - così per esempio le consonanti [t] e [s] diventano [ʨ] e [ɕ] davanti a [i] - e in cinese - dove [hi] palatalizza per esempio in [ɕi].